# Dennis Skinner
Dennis Edward Skinner, född 11 februari 1932 i Clay Cross i Derbyshire, är en brittisk politiker (Labour). Han var ledamot av underhuset för Bolsover mellan 1970 och 2019.